# Ome (Tóquio)
Ome (青梅市 Ōme-shi) é uma cidade japonesa localizada na província de Tóquio.
Em 2003, a cidade tinha uma população estimada em 141 860 habitantes e uma densidade populacional de 1 373,81 h/km². Tem uma área total de 103,26 km².
Recebeu o estatuto de cidade a 1 de Abril de 1951.